# Tommy Love
Marcel Pereira (Poços de Caldas, 11 de fevereiro de 1986), conhecido profissionalmente como Tommy Love é um produtor musical e DJ brasileiro. Considerado o melhor DJ da cena LGBTQIA+ nacional. 

## Carreira
Tommy Love é o produtor com mais hits no cenário LGBTQIA+ brasileiro. Emplacou sucessos como “Beast” (com Wanessa Camargo), “Shake It Out” (com Alinne Rosa), “Let’s Go People” (com Adryana Ribeiro), “Bate Leque” e “Hoje Tem” (com Lorena Simpson), “Batida” (com Amannda), Do It (com Nikki Valentine), “Work Bitches”, “Libra”, “Pisces (Feel The Music)”, “Buddha”, “Release Masochist”, dentre outros.
Começou em 2004, aos 18 anos, tocando em festas de república universitárias na UNESP, onde cursava Jornalismo. Em 2006, ainda com o nome artístico "Marcel Reyes", estreiou no extinto Club W, em Bauru, considerado um dos melhores clubs do interior paulista na época. Período em que adquiriu bastante experiência, tocando ao lado de grandes nomes como Mora & Naccarati, Carlo Dall’Anese, etc.  
O nome artístico "Tommy Love" veio em 2007, quando uma amiga de Marcel o incentivou a fazer suas próprias produções. Completamente autodidata, Marcel produziu sua primeira música. “A primeira que saiu, eu detestei”, afirmou, contando que por esse motivo resolveu inventar o nome Tommy Love ao divulgar a faixa. “Ela se chamava Confusion e, por incrível que pareça, teve uma repercussão bem além do que eu esperava, sendo bastante executada em todo o Brasil”. O sucesso de “Confusion” inventivou Marcel a produzir outras faixas, optando por seguir assinando com o pseudônimo “Tommy Love”. Essas produções resultaram em convites de vários clubs pra que Marcel discotecasse como Tommy Love. Em 2008, ele começou a rodar o país, e nunca mais parou. Tocou em icônicos clubs e eventos LGBT, como The Club Litoral, Cine Ideal (Rio de Janeiro), Garden Pool Party e Josefine (Belo Horizonte). Foi considerado a maior revelação da cena em 2009. Neste mesmo ano, teve sua primeira experiência tocando em uma casa noturna da capital paulista, a prestigiada Blue Space, clube onde foi residente por muitos anos. Na ocasião, o DJ Robson Mouse o reconheceu, e o chamou na cabine para tocar.
Em 2010 se mudou para a capital São Paulo, já tendo viajado para as principais cidades do Brasil. 
Em 2011 deu início a sua carreira internacional como DJ, debutando no lendário club Living, na Cidade do México. Tocou também em outras cidades mexicanas, como Cancún, Puerto Vallarta e Guadalajara. De 2011 até 2014, foi residente da Blue Space e da extinta Flexx Club, ambos na capital paulista. Em 2015, foi contratado como DJ residente da The Week International, um dos clubs mais importantes e respeitados em todo o mundo.  
Em 2014 assina com a Sony Music e lança seu primeiro EP intitulado “Tommy Love”, trazendo parcerias inusitadas com Adryana Ribeiro (Adryana e A Rapaziada), e Li Martins (Ex Rouge). “Eu sempre tive essa ideia na cabeça com cantoras conhecidas, mas inéditas na cena onde atuo. E eu sempre gosto de apostar em algo que o pessoal não espera”. Segundo ele, o desafio maior foi com “Beast”, interpretada por Wanessa Camargo. “A música com Wanessa foi um dos meus maiores desafios profissionais. Trabalhar com uma artista do porte dela era um marco na minha carreira. E a música era totalmente diferente de qualquer coisa que ela já tinha lançado. Eu queria que ela mostrasse todo o seu talento, queria uma música que explorasse ao máximo a potência vocal da Wanessa, que é imensa”.. 
Tommy Love já viajou por diversos países, como Estados Unidos, França, Itália, Austrália, Irlanda, Coreia do Sul, China, Tailândia, Paquistão, Portugal, Colombia e Argentina. Já esteve em mais de 70 cidades pelo mundo. Foi o primeiro DJ brasileiro a se apresentar na Ásia, sendo destaque em um dos maiores eventos de todo o continente asiático, a White Party Bangkok, onde se apresenta desde 2016. Também é presença constante nos principais festivais mundiais da cena, como XLSIOR Mykonos, WE Party (Madrid), Alegria (New York), Circuit Festival (Barcelona), Matrix Sun Festival (Torremolinos), dentre outros.  

## Discografia

### Albums e Extended plays(EP)
| Álbum                      | Detalhes                                                                                              |
| -------------------------- | --- |
| Zodiac Part 1              | - Lançamento: 21 de outubro de 2011 - Formatos: EP, download digital - Gravadora: Intelecto Records   |
| Zodiac Part 2              | - Lançamento: 12 de maio de 2012 - Formatos: EP, download digital - Gravadora: Intelecto Records      |
| Attack                     | - Lançamento: 30 de agosto de 2013 - Formatos: EP, download digital - Gravadora: EPride Music Digital |
| Tommy Love                 | - Lançamento: 30 de setembro de 2014 - Formatos: EP, download digital - Gravadora: Sony Music         |
| You & I                    | - Lançamento: 13 de abril de 2018 - Formatos: Album, download digital - Gravadora: Motion Records     |
| You & I (Complete Edition) | - Lançamento: 29 de novembro de 2018 - Formatos: Album, download digital - Gravadora: Motion Records  |

### Singles

#### Como artista principal
| Título                                              | Ano  | Álbum                      |
| --------------------------------------------------- | ---- | -------------------------- |
| "Confusion"                                         | 2007 |                            |
| "Far Away"                                          | 2008 |                            |
| "Hey Bitch!"                                        | 2008 | Hey Bitch!                 |
| "Black"                                             | 2008 | Hey Bitch!                 |
| "Confusion 2009"                                    | 2009 | Confusion 2009 - Remixes   |
| "E-Rotic"                                           | 2010 |                            |
| "The Last Calling"                                  | 2011 |                            |
| "Emotions" (feat. Paula Bencini)                    | 2011 |                            |
| "You Are The One" (feat. Paula Bencini)             | 2012 |                            |
| "I Feel You Tonight" (feat. Paula Bencini)          | 2012 |                            |
| "Pisces (Feel The Music)" (feat. Natalia Damini)    | 2012 |                            |
| "Bang"                                              | 2013 |                            |
| "Into The Vibe'" (feat. Twiggy Vilela)              | 2013 |                            |
| "Attack"                                            | 2013 | Attack                     |
| "Buddha'"                                           | 2013 | Attack                     |
| "Libra 2k13"                                        | 2013 | Libra 2k13 - Remixes       |
| "Beast" (feat. Wanessa)                             | 2014 | Tommy Love                 |
| "Let's Go People" (feat. Adryana Ribeiro)           | 2014 | Tommy Love                 |
| "Run Away" (feat. Li Martins)                       | 2014 | Tommy Love                 |
| "Start Me Up" (feat. Amannda)                       | 2014 | Tommy Love                 |
| "Perfect B*tch"                                     | 2014 | Tommy Love                 |
| "Impossible" (feat. Meital De Razon)                | 2015 | —                          |
| "Shake It Out" (feat. Alinne Rosa e Lorena Simpson) | 2017 |                            |
| “Do It” (feat. Nikki Valentine)                     | 2018 | You & I                    |
| “Work Bitches” (feat. Alan T)                       | 2018 | You & I                    |
| “Conga 2k19” (feat. Adryana Ribeiro)                | 2019 | You & I (Complete Edition) |
| “Bate Leque” (feat. Breno Barreto e Lorena Simpson) | 2019 |                            |
| “Release Masochist”                                 | 2021 |                            |
| “Hoje Tem” (feat. Breno Barreto e Lorena Simpson)   | 2022 |                            |
| “Batida” (feat. Zuccare e Amannda)                  | 2023 |                            |

#### Como artista convidado
| Título                                       | Ano  | Álbum           |
| -------------------------------------------- | ---- | --------------- |
| "Kiss Kiss Goodbye" (Nikki feat. Tommy Love) | 2012 | Papa's Princess |
| "Boom Boom " (Amannda feat. Tommy Love)      | 2015 | Boom Boom       |

#### Remixes
| Ano  | Título                                                         | Artista         |
| ---- | -------------------------------------------------------------- | --------------- |
| 2012 | "Where Have You Been" (Tommy Love & Hector Fonseca Tribal Dub) | Rihanna         |
| 2012 | "Get Loud!" (Tommy Love Big Mix)                               | Wanessa Camargo |
| 2015 | "Let It Be Love" (Tommy Love Big Room Club Mix)                | Jessica Sutta   |